# Корона, Армандо
Армандо Корона, именовашийся иногда Армандино (итал. Armando Corona; 3 апреля 1921 года, Виллапутцу — 3 апреля 2009 года, Кальяри) — итальянский политический деятель, предприниматель, масон. Президент регионального совета Сардинии (1979—1981 гг.). Великий мастер Великого востока Италии (1982—1990 гг.).

## Биография
Окончил медицинский факультет университета Кальяри, после чего, непродолжительное время работал врачом. Однако вскоре он отказался от этой деятельности, став предпринимателем, работал в строительстве и в частном здравоохранении.
В 1979 году он стал председателем Регионального совета Сардинии. В восьмидесятых годах, заместитель секретаря Итальянской республиканской партии.
С 1982 по 1990 он был Великим мастером Великого востока Италии. Был избран 28 марта 1982 года, в разгар скандала с ложей Propaganda Due. Его деятельность была направлена на преодоление негативных последствий деятельности Личо Джелли. А. Корона изгнал Л. Джелли из масонства.
В 1997 году он основал партию «Республиканское Единство».

## Труды
- Armando Corona. Dal bisturi alla squadra — La Massoneria italiana senza cappuccio. — Milano: Bompiani, 1987. — 256 p.